# Bombeiros Voluntários do Porto

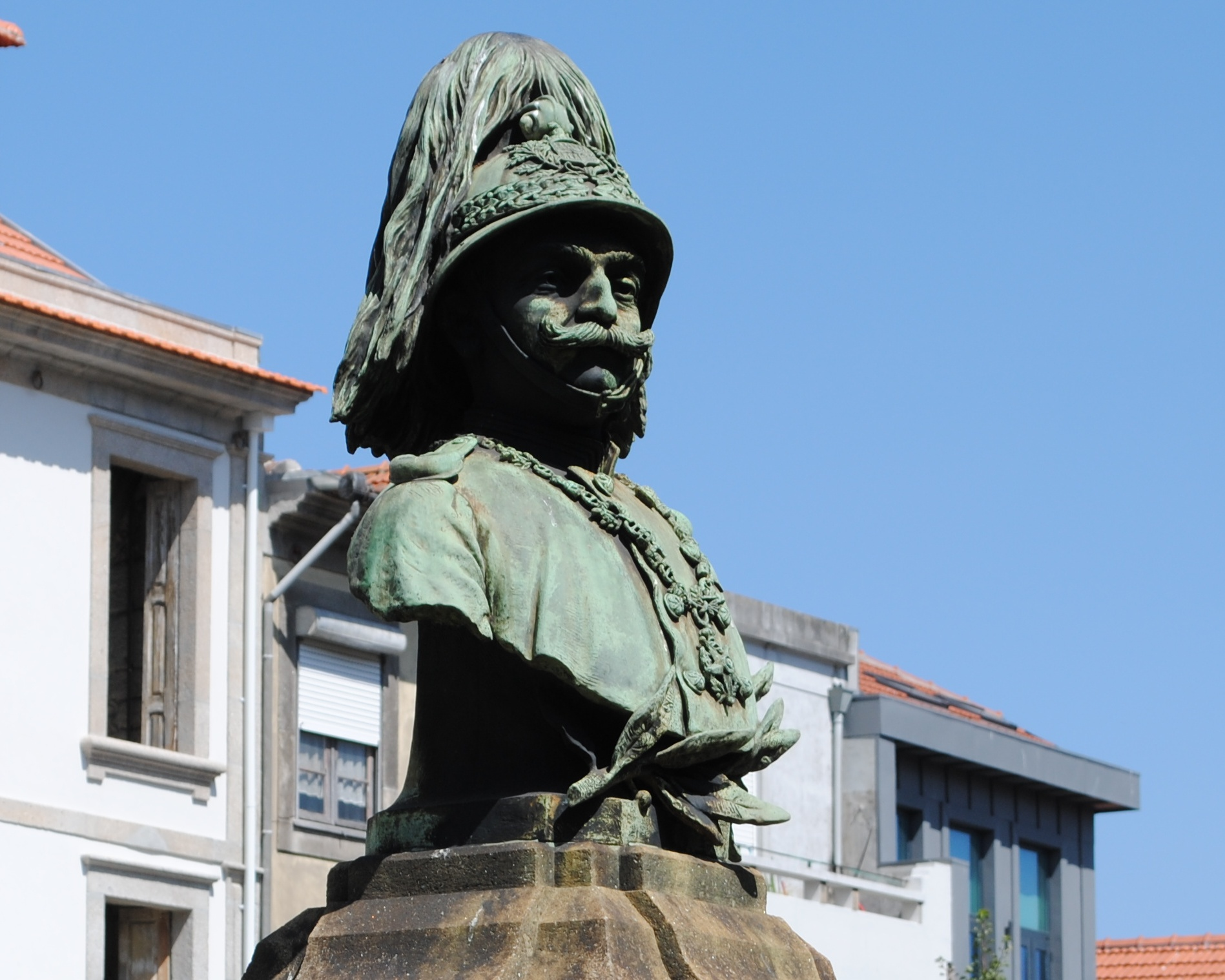
Busto de Guilherme Gomes Fernandes.

Os Bombeiros Voluntários do Porto, ou Real Associação Humanitária de Bombeiros Voluntários do Porto, são um corpo de bombeiros da cidade do Porto, no Distrito do Porto, em Portugal.

## História
Segundo rezam as crónicas[carece de fontes?], consta que o naufrágio do vapor "Porto" em 1852 à entrada da barra do Rio Douro, no qual perderam a vida cerca de 61 pessoas, foi um dos motivos que levaram à criação da Real Sociedade Humanitária, depois aprovada por alvará de 6 de Fevereiro de 1854. Consta ainda que os Bombeiros Voluntários do Porto eram senhores de uma medalha de ouro de uma colectividade com aquele nome. Entretanto nesta época esta corporação ainda não existia, nascendo 23 anos depois da tragédia do vapor "Porto".
A ideia de criar na cidade do Porto uma corporação de bombeiros voluntários foi concebida por Alexandre Theodoro Glama em 1870, sendo acompanhado no seu empenho pelo amigo e mais tarde cunhado Abílio Augusto Monteiro, notário da Maia e posteriormente Inspector Superior do Selo, por alturas de 1900.
Mais tarde, em 1872, mais dois entusiastas se juntam a Alexandre Glama e Abílio Monteiro: Hugo E. Kopke e Walter C. Kendall. Estes fundadores dos Bombeiros Voluntários do Porto reuniam em suas casas, sitas na Rua de Cedofeita, 595 e nº 55 da Rua da Igreja (casa de Abilio Monteiro) e no nº 199 da Rua da Rainha (actual Rua Antero de Quental) - Porto.
Entretanto foram colocadas listas para inscrição dos cavalheiros que pretendessem aderir a esta causa em diversos estabelecimentos comerciais da cidade do Porto:

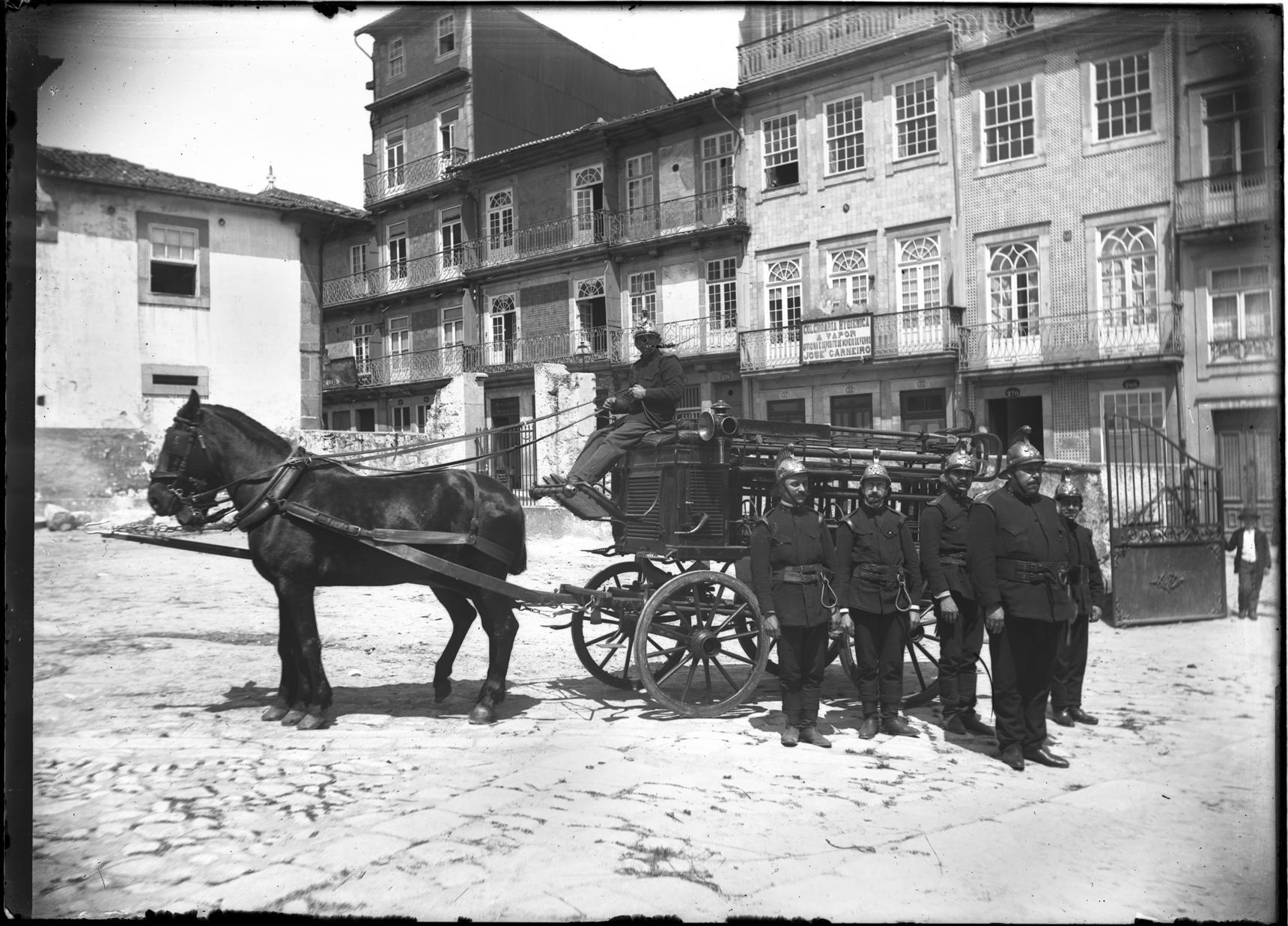
Cerca de 1910-1919

Corpo de Bombeiros Voluntários.
Tendo nós abaixo assinados resolvido empregar todos os esforços para que se organize nesta cidade um corpo de bombeiros à semelhança dos da Alemanha, declaramos aos cavalheiros que se dignarem inscrever que, logo que haja número suficiente de voluntários, serão convocados para uma reunião, em que se hão-de discutir os estatutos já em elaboração, para depois serem enviados aos poderes públicos, pedindo-lhes a sua aprovação e a competente licença para a definitiva organização do corpo.
Porto, 10 de Dezembro de 1872.
Alexandre Theodoro Glama - Abilio Augusto Monteiro - Hugo E, Kopke - Walter C. Kendall.
Numa das listas, patente na tabacaria do Sr. Francisco Lopes Guimarães, conhecido pelo Lopes da Carteira, sita na Praça D. Pedro (actual Praça da Liberdade), onde hoje está instalada a livraria Moreira, inscreveu-se como voluntário, aí por alturas de Janeiro de 1873, o Sr. Guilherme Gomes Fernandes.
Tempos depois, em virtude das dificuldades surgidas e da ausência de alguns iniciadores, dificultava-se o prosseguimento da organização dos bombeiros. Hugo E. Kopke e Walter C. Kendall, um por doença e outro por fortes motivos, eram forçados a afastarem-se. Por sua vez, Abílio Monteiro não podia acompanhar os trabalhos da constituição dos bombeiros em virtude de passar a ocupar o cargo de notário da Maia.

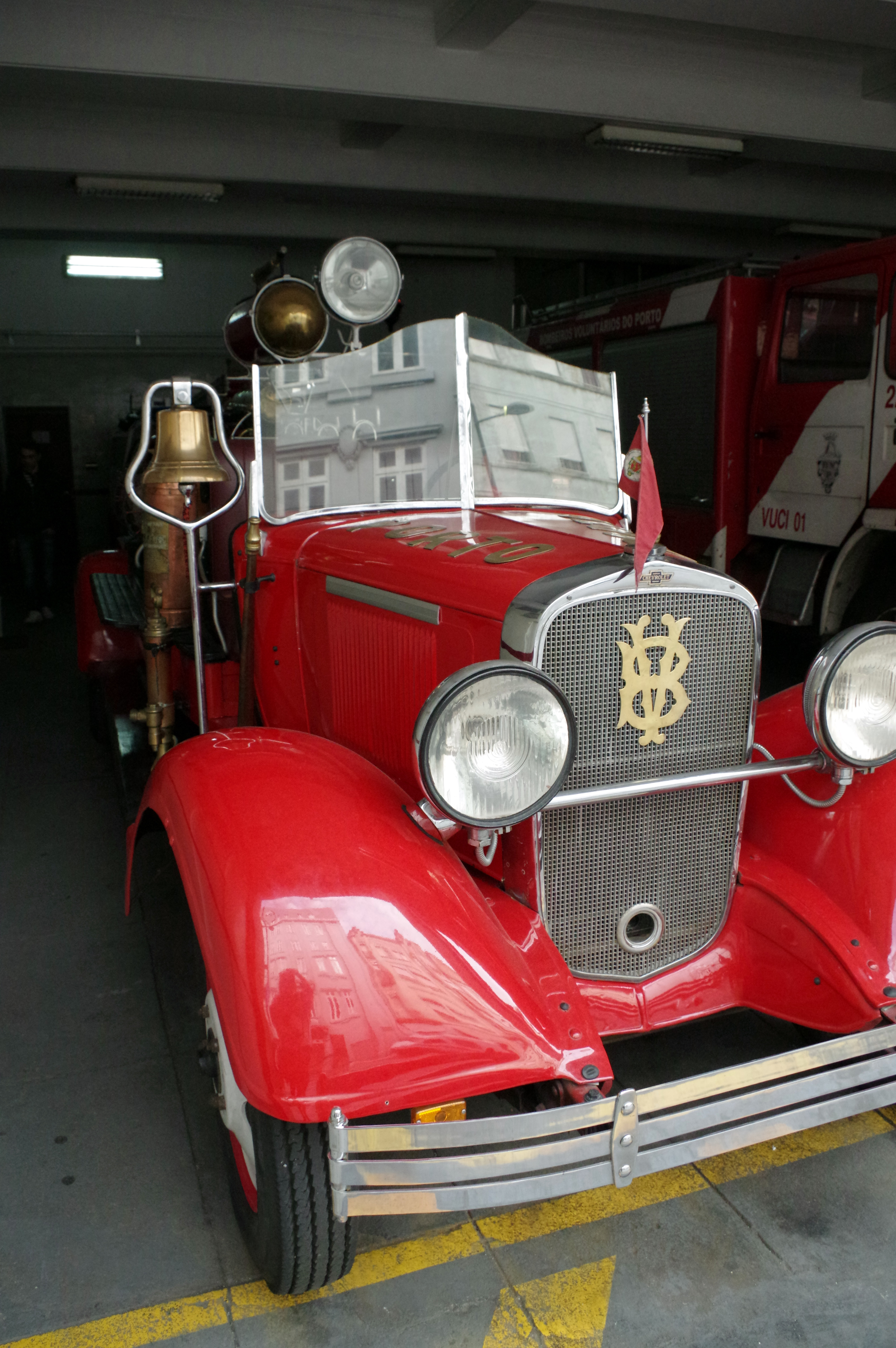

Num almoço de despedida de Abílio Monteiro tinha ficado assente a entrada de Guilherme Gomes Fernandes para a comissão fundadora da Associação Humanitária Bombeiros Voluntários do Porto, tendo sido nomeado Comandante dos mesmos em 11 de Julho de 1877.
Aos esforços de Alexandre Theodoro Glama e de Guilherme Gomes Fernandes, bem como de Domingos Ferreira Dias Guimarães e Roger Coverley e de outros ilustres desconhecidos, devem os Voluntários do Porto a sua existência.
Apesar de todas as contrariedades e obstáculos, a Associação Humanitária foi criada e o Corpo de Bombeiros foi definitivamente instalado no Pátio do Paraíso (palacete que compreenderia o espaço imobiliário ocupado actualmente desde o Teatro Rivoli, Caixa Geral de Depósitos, Café Garça Real e Associação de Jornalistas), na Rua do Bonjardim, a 25 de Agosto de 1875, com a denominação de Associação Humanitária Bombeiros Voluntarios do Porto. A 26 de Agosto de 1875 se constituía oficialmente a Associação, em sessão realizada no teatro "Principe Real".
Organizado o serviço de socorro este seria posto em prática em 8 (ou 26) de Novembro de 1875, quando houve um alarme de fogo para a Rua do Triunfo, em casa do médico Dr. Macedo Pinto - por sinal uma das pessoas que não acreditava nos bombeiros voluntários.
Em 18 de Setembro de 1875 foram aprovados os respectivos estatutos.

## Condecorações
- Grau de Cavaleiro/Dama da Ordem Militar da Torre e Espada, do Valor, Lealdade e Mérito de Portugal (29 de janeiro de 1924)
- Grau de Cavaleiro/Dama da Ordem do Mérito de Portugal (4 de abril de 1957)
- Grau de Comendador da Ordem Militar de Cristo de Portugal (5 de julho de 1962)
- Grau de Membro-Honorário da Ordem do Mérito de Portugal (22 de janeiro de 2025)[2]